# Путиловец (Брянская область)
Путиловец — поселок в Почепском районе Брянской области в составе Дмитровского сельского поселения.

## География
Находится в центральной части Брянской области на расстоянии приблизительно 11 км на северо-восток по прямой от районного центра города Почеп.

## История
Упоминался с середины XIX века как хутор Стриговка. В 1859 году здесь (хутор Мглинского уезда Черниговской губернии) был учтен 1 двор. В советское время действовал колхоз «Красный Путиловец». На карте 1941 года отмечен как Путиловский с 20 дворами.

## Население
Численность населения: 6 человек (1859), 43 человека в 1926, 10 человек (русские 100 %) в 2002 году, 6 в 2010.